# Popoli indigeni della Colombia

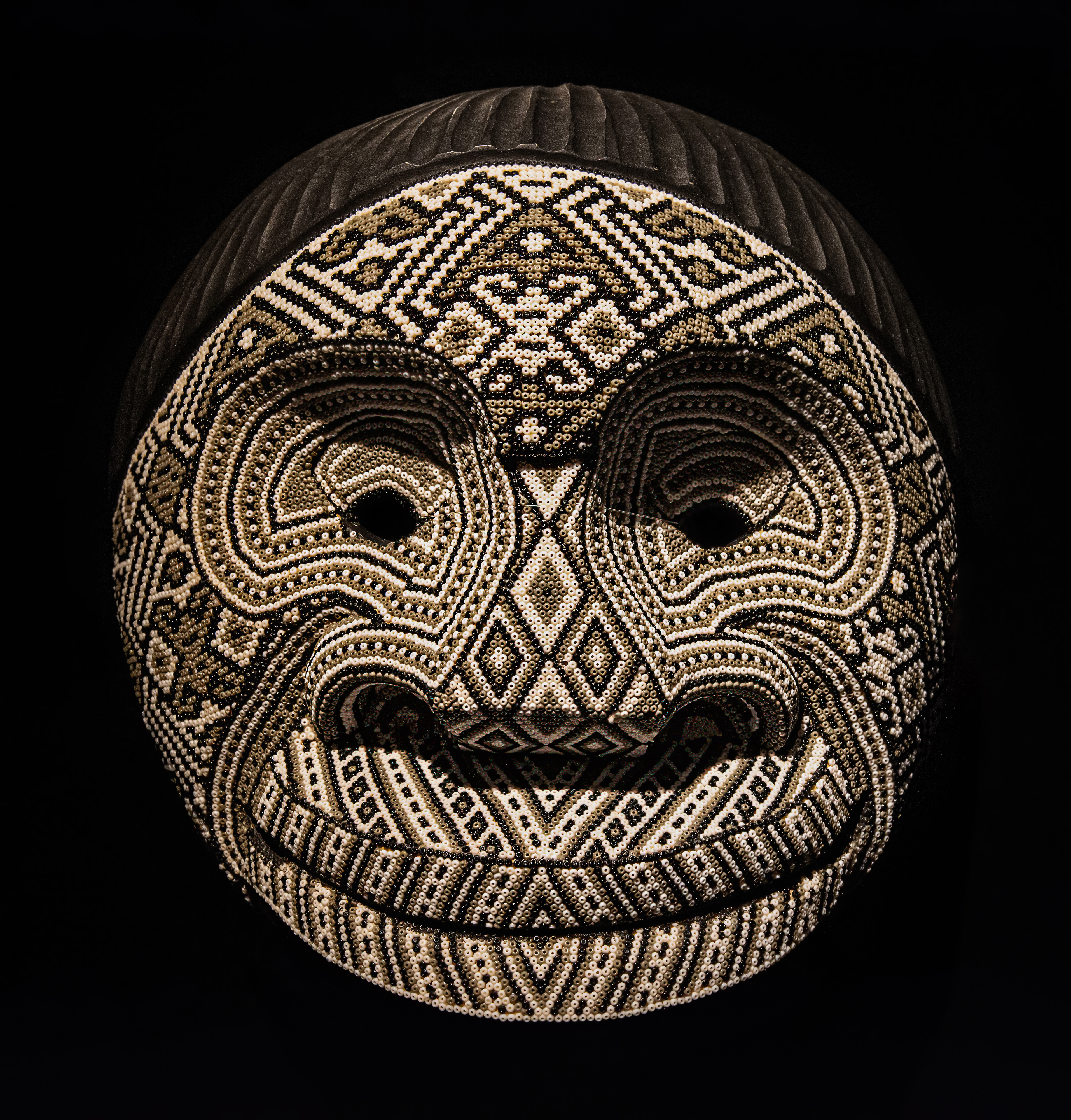
Maschera utilizzata nel rituale popolare Camsa sugli indigeni Chaquiras della Colombia.

I popoli indigeni della Colombia (pueblos indígenas in spagnolo) comprendono un grande numero di gruppi etnici distinti, che hanno abitato le regioni colombiane prima dell'arrivo degli europei, avvenuto intorno al 1500.

## Origini
I popoli che vivevano nel territorio dell'attuale Colombia prima dell'arrivo degli europei possedevano differenti strutture organizzative e lingue e culture distinte.
I due principali gruppi linguistici che hanno dominato il territorio oggi conosciuto come Colombia durante il periodo pre-colombiano sono i Carib e i Chibcha.
Nella Valle Magdalena, dal V all'VIII secolo, furono eretti molti tumuli e sculture in quello che oggi è conosciuto come il Parco Archeologico San Agustín. In quella zona aveva prosperato per secoli un'antica cultura.
L'odierna Bogotà era occupata dai Muisca, che basavano le loro società sul commercio di pietre preziose, sale, fagioli, mais e altri cereali con i Chitareros, i Guane e i Laches.
Nell'attuale dipartimento colombiano di Cordova risiedeva invece il popolo dei Sinù, che utilizzavano l'irrigazione e celebravano il culto dei morti adornando le sepolture di oro e pietre preziose.
Nella Sierra Nevada di Santa Marta hanno vissuto sin da tempi remoti i Tayrona.
Attualmente in Colombia vivono circa ottanta etnie differenti, spesso minacciate nella loro diversità linguistica e culturale da nuovi insediamenti umani.

## Territori
Molti popoli indigeni che vivono nelle attuali regioni colombiane sono confinati in riserve (in spagnolo: reservas). La divisione Affari Indigeni del Ministero degli Interni colombiano riconosce 567 riserve, per una superficie di circa 365 004 km², con 800 271 persone in 67 503 famiglie.

## Gruppi etnici

### Gruppi degli altipiani
- Arhuacos/Ijka
- Awá-Cuaiquer
- Coconuco
- Guambiano/Misak
- Guane
- Inga
- Kamsá

- Kankuamo
- Kogui/Kággaba
- Mokaná
- Muisca
- Páez/Nasa
- Pacabuy
- Pastos

- Pijao
- Tama
- Totoró
- Umbrá
- U'wa/Tunebo
- Wiwa/Sanhá
- Yanacona

### Gruppi delle pianure
- Achagua
- Amorúa
- Andaquí
- Andoque
- Bara
- Barasana
- Barí/Motilon
- Betoye
- Bora
- Cabiyari
- Carapana
- Carijona
- Cocama
- Cofan/Kofan
- Coreguaje
- Cubeo

- Cuiba
- Curripaco
- Chimila
- Chiricoa
- Desano
- Emberá
- Guayabero
- Guajìros/Wayuù-Wayuis
- Cuna/Tule
- Jupda/Hupde
- Makaguaje
- Makuna
- Masiguare
- Matapí
- Miraña

- Muinane
- Nonuya
- Nukak
- Ocaína
- Piapoco
- Piaroa
- Piratapuyo
- Pitsamira
- Puinave
- Saija
- Sáliba
- Sikuani/Guahibo
- Siona
- Siriano
- Taiwano
- Tanimuka/Letuama

- Tariano
- Tatuyo
- Tikuna
- Tukano
- Tuyuka
- Wounaan
- Wanano
- Wayuú/Guajìros
- Witoto/Huitoto
- Yagua
- Yukuna
- Yukpa/Yuko
- Yuri
- Yurutí
- Zenú

### Altri gruppi
- Playero
- Macaguan
- Yari (gruppo etnico)
- Cañamomo
- Morerebi